# トーマス・ハンブリー

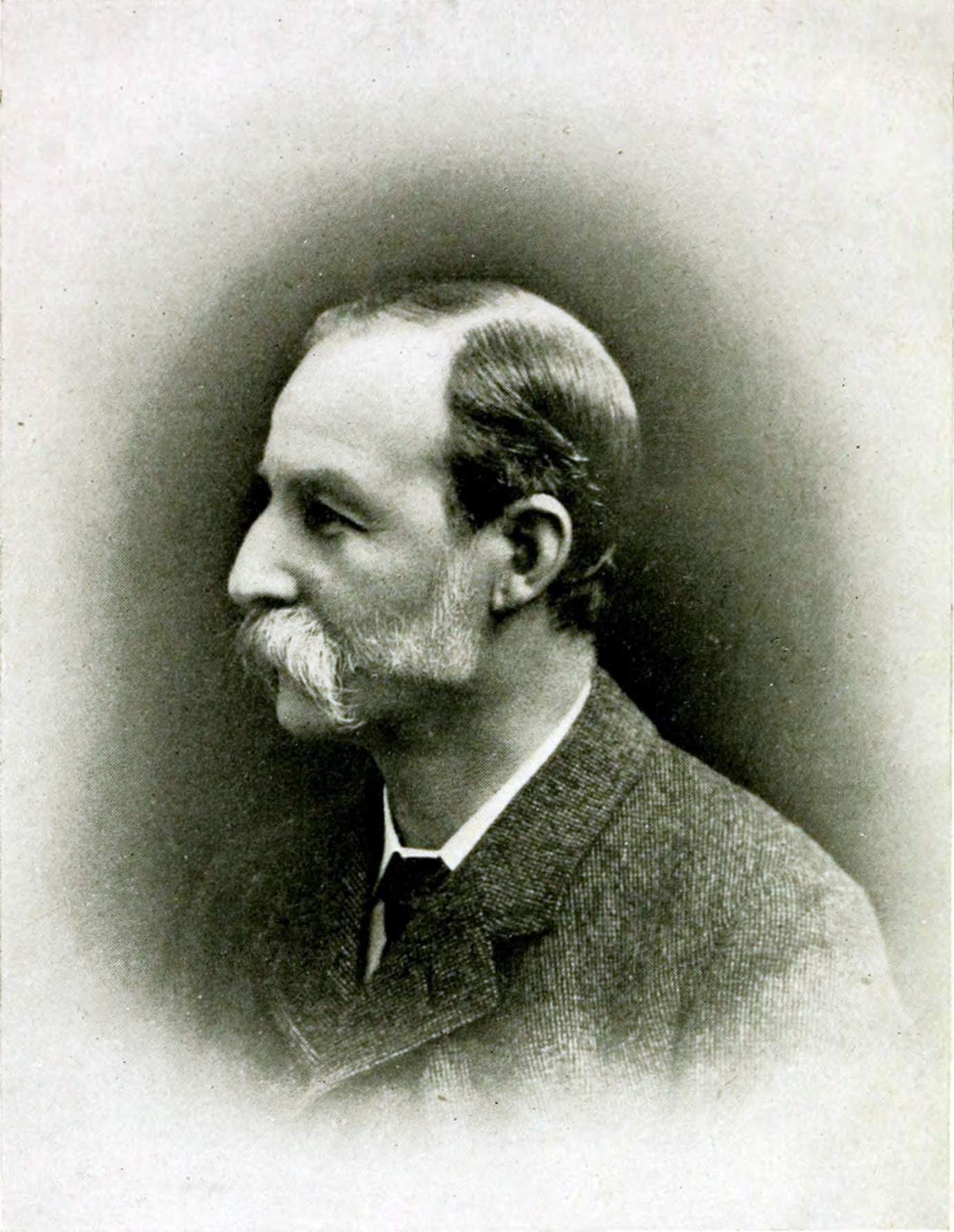
トーマス・ハンブリー

トーマス・ハンブリー（Sir Thomas Hanbury、1832年6月21日 – 1907年3月9日）は、イギリスの商人、園芸家、慈善家である。イタリアのヴェンティミーリアに植物園、ボタニチ・アンブルイ庭園を創立した。

## 略歴
サリー州のベッドフォードロードに生まれた。17世紀からキリスト友会（the Society of Friends）に属するクエーカー教徒の薬剤師の家で、兄に植物学者、薬学者のダニエル・ハンブリーがいる 。1849年から、ロンドンの茶の商社、William James Thompson & Sonsで働き、1853年に海外貿易が開かれた上海に渡り、叔父の資金援助で、3人の共同経営者とハンブリー商会（Hanbury & Co.）を開き茶と絹の貿易を始めた。1857年に共同経営は解消され、フレドリック・バウアと、Bower, Hanbury & Co.を新設し、通貨取引や綿の取引で成功し、上海最大の資産家になった。
不安定な政治状況のもとで、自治を行った上海租界で、現地の中国人と隔離して暮らす住民が多かったなかで、中国語を学び、中国を旅し中国人からも信頼された人物であった。上海の英米議会のメンバーを務め、病院や植物園を設置した。1860年代後半にヨーロッパを旅し、コート・ダジュールのモルトラにイタリアの旧貴族、Orengo di Roccasterone の屋敷を購入し、植物園の設置の計画を持った。1868年に結婚し1871年にハンブリーは中国の事業をやめ、モルトラで暮らした。

## ボタニチ・アンブルイ庭園
1868年12月に園芸家で庭園設計家のルートヴィッヒ・ヴィンターを雇い 、広大な庭園の整備を始め、この庭園は後に国の所有となり、ジェノア大学が管理している。庭園の学芸員としてGustave RutschiやGustav Cronemeyerが働き、Cronemeyerは1889年に庭園の植物目録を出版した。1897年からアルヴィン・ベルガーが学芸員を務めた。庭園には1882年にヴィクトリア女王が訪れるなど、ヨーロッパの貴族が訪れ、清朝の高官、郭嵩燾も庭園を訪れた。